# Фонд імені Александра Онассіса

Логотип фонду

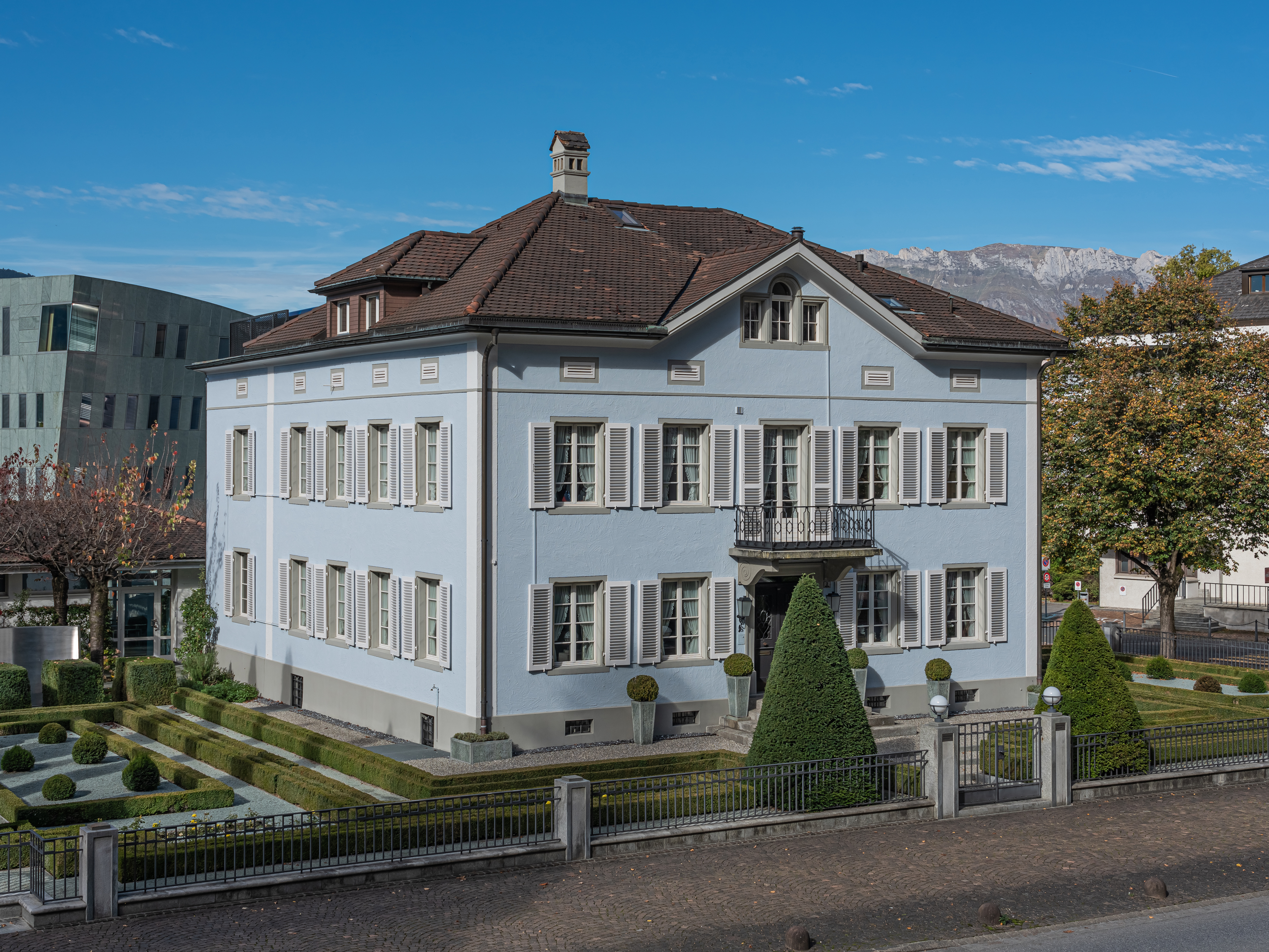
Штаб-квартира в Вадуці

Фонд імені Александра Онассіса — громадський культурно-освітній фонд, заснований за заповітом грецького підприємця, мільярдера, Аристотелем Онассісом та названий ним на честь сина Александра, загиблого у віці 21 року через авіакатастрофу.
Відповідно до заповіту Аристотель Онассіс передав фондові 45% спадку фонду (яка б могла належати його синові), а решту 55% — своїй дочці Христині Онассіс. Після смерті Аристотеля Онассіса його довірені особи започаткували фонд. Також згідно з волею Онассіса, у Вадуці, Ліхтенштейн, створено два фонди: Alexander S. Onassis Business Foundation — прибуткова організація, яка опікувалась бізнесом у галузі судноплавства та мала 40% річних прибутків передавати громадському фонду Alexander S. Onassis Public Benefit Foundation, а решту 60% реінвестувати у бізнес.
Нині штаб-квартира фонду Alexander S. Onassis Public Benefit Foundation знаходиться за адресою:
Греція, Афіни 10558, вулиця Есхіну, 7
В той час як штаб-квартира Alexander S. Onassis Business Foundation:
Ліхтенштейн, FL 9490, Вадуц, вул. Штадтл, 27
Окрім культурно-просівітницького фонду в Афінах діє надсучасний Медичний центр сердцевої хірургії імені Онассіса (іноді Кардіоцентр імені Онассіса), по допомогу до якого звертались Константінос Міцотакіс, Христос Ламбракіс та інші.

## Фонд суспільної користі Олександра С. Онассіса
Крім того задля популяризації еллінізму в США та Канаді у Нью-Йорку відкрито філію «Фонду суспільної користі Олександра С. Онассіса» (англ. The Alexander S. Onassis Public Benefit Foundation (USA)). Зусиллями останньої відкрито виставковий центр на першому поверсі «Olympic Tower» у центрі м. Нью-Йорка, створено експозицію бібліотеки для еллінського мистецтва в Метрополітен-музей.
У період з 5 жовтня 2010 р. до 3 січня 2011 року фонд влаштував в Нью-Йорку виставку «англ. Heroes: Mortals and Myths in Ancient Greece», яка включила 90 творів давньогрецького мистецтва, починаючи з архаїки, класики та елліністичного періодів, запозичені з приватних колекцій у Сполучених Штатах і Європі.